# 664 TCN
664 trưóc công nguyên là một năm trong Công lịch.

## Sự kiện
- Tần Tuyên công,vua thứ 11 nước Tần qua đời. Con trai ông Tần Thành công lên ngôi.
- Trận hải chiến đầu tiên được ghi chép trong lịch sử của Hy Lạp, giữa Corinth và Corcyra.[1]
- Tantamani kế vị người chú Taharqa của ông làm vua của Kush..
- Người Kush xâm chiếm Ai Cập đang nằm dưới sự kiểm soát của người Assyria.
- Người Assyria dưới quyền Ashurbanipal chiếm Thebes, Ai Cập.
- Psamtik I kế vị Necho I như là người cai trị Hạ Ai Cập.[2]
- Bức tượng Nhân sư của Taharqa được hoàn thành, nó được bắt đầu vào năm 690 TCN. Bức tượng này hiện được trưng bày tại Bảo tàng Anh, London.

## Mất
Tần Tuyên công,vua thứ 11 nước Tần